# Leistnerhübel
Der Leistnerhübel ist ein 879 m ü. NHN hoher Berg und liegt etwa 1 km südlich von Wildenthal im Westerzgebirge.

## Entstehung des Namens
Dieser Berg wurde nach dem Oberforstwart Hermann Leistner benannt, der in Wildenthal lebte und sich Verdienste bei der Pflege des Waldes rings um den Auersberg erwarb. Forstmeister Dick, Leiter des Forstamtes Wildenthal, teilte das entsprechende Ansinnen der Landesforstverwaltung Sachsen zur Beerdigung, nach dem Tod Leistners am 25. November 1933, mit. Zuvor wurde die Kuppe als Storpsgehau bezeichnet.

Hermann Leistner, 1931

## Tourismus
Am Fuß des Leistnerhübels und der Schönen Aussicht (883 m) schlängelt sich der Amselpfad, ein Wanderweg, der im Winter als Skiwanderweg und Zubringer zur Kammloipe genutzt wird. Dieser Waldweg führt von Wildenthal nach Oberwildenthal und dann weiter auf der alten Reichsstraße 93 zum alten Hischenstander Pass, der seit 1997 ein Grenzübergang für Fußwanderer, Ski- und Radfahrer nach Jelení in Böhmen ist.